# STS-1
STS-1 foi a primeira missão de um ônibus espacial, lançada do Cabo Kennedy em 12 de abril de 1981  e retornada à Terra em 14 de abril. O objetivo principal da missão era o de testar a pioneira nave Columbia, sendo também o primeiro voo tripulado dos EUA desde a missão conjunta Apollo-Soyuz, realizada em 1975.

## Tripulação

### Principal
| Posição    | Astronauta        |
| ---------- | ----------------- |
| Comandante | John W. Young     |
| Piloto     | Robert L. Crippen |

### Reserva
| Posição    | Astronauta       |
| ---------- | ---------------- |
| Comandante | Joe H. Engle     |
| Piloto     | Richard H. Truly |

## Parâmetros da missão
- Massa:
  - Decolagem: 99 453 kg
  - Aterrissagem: 88 662 kg
  - Carga: 4 909 kg
- Perigeu: 240 km
- Apogeu: 251 km
- Inclinação: 40,3°
- Período: 89,4 min

## Principais fatos

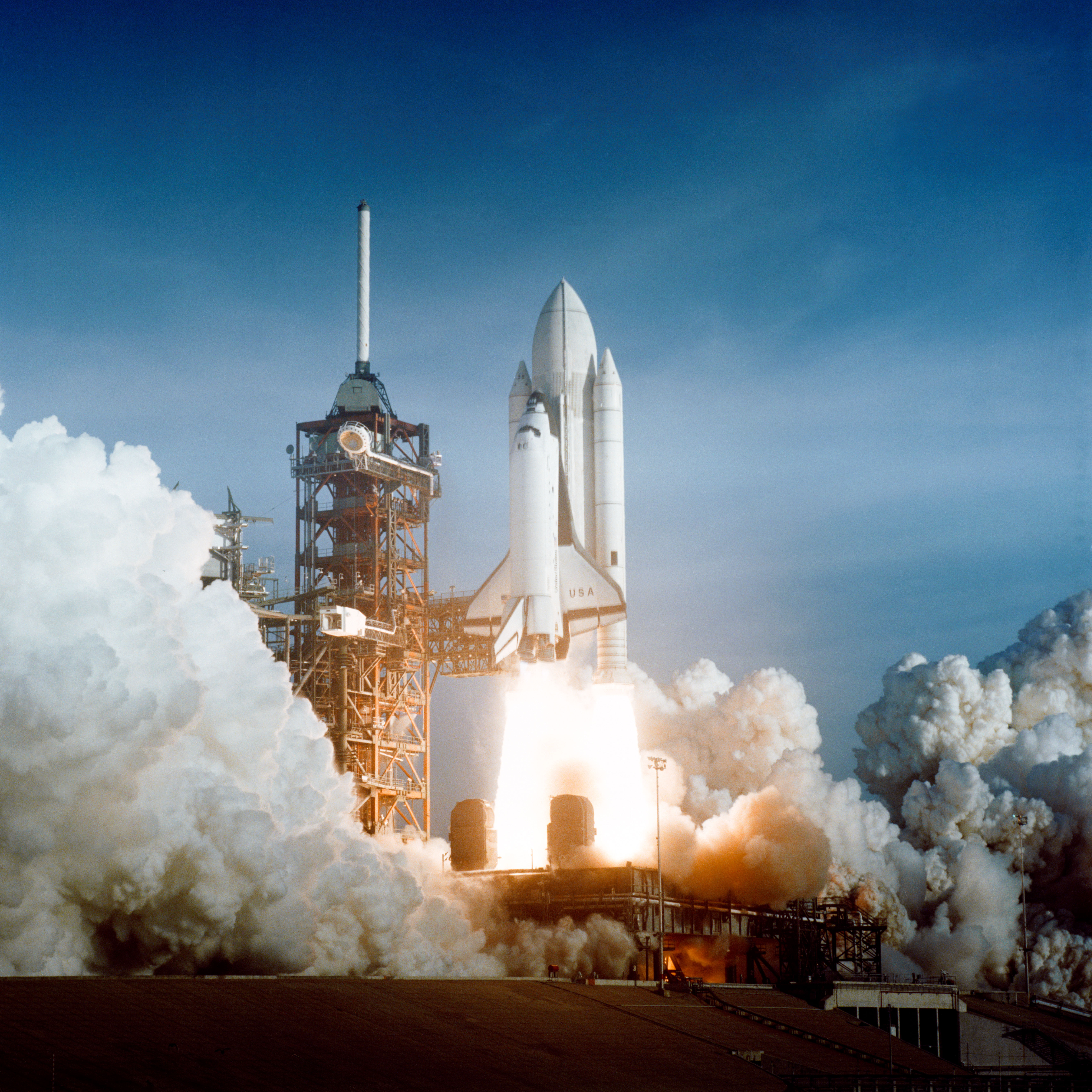
O lançamento do Columbia.

O primeiro lançamento de um ônibus espacial ocorreu às 7h (hora local) em 12 de abril de 1981, quando o veículo Columbia foi lançado da Plataforma 39A, do complexo de lançamento 39, do Kennedy Space Center, levando os astronautas John Young e Robert Crippen. Uma tentativa de lançamento, dois dias antes, foi cancelada devido a um problema de sincronia entre os computadores do Columbia.
Além de ter sido o primeiro lançamento de um ônibus espacial, foi a primeira vez em que foguetes impulsionados por combustível sólido (SRB) foram utilizados em um voo tripulado dos Estados Unidos. Columbia, o orbitador da STS-1, também mantém o recorde pelo maior tempo passado na Orbiter Processing Facility (OPF) antes de seu lançamento - 610 dias, o tempo necessário para a troca de muitos de partes do protetor térmico da nave.
O objetivo principal da missão era testar o novo veículo. Verificar os sistemas gerais do ônibus espacial, realizar a ascendência até entrar em órbita e retornar à Terra para uma aterrissagem segura. Todos estes objetivos foram atingidos.
A única carga carregada nesta missão foi um pacote de Instrumentação de Desenvolvimento de Voo (DFI) que continha sensores e dispositivos de medida para medir a performance do veículo e os desgastes ocorridos durante o lançamento, subida, voo orbital, descida e aterrissagem.
A primeira missão de um ônibus espacial durou 2 dias, 6 horas, 20 minutos e 53 segundos, tendo o Columbia orbitado 37 vezes a Terra, e percorrido um total de 1 728 000 km. A aterrissagem ocorreu na Pista 23 da Base Aérea de Edwards da Força Aérea dos Estados Unidos, na Califórnia, em 14 de abril de 1981, às 10:21 hora da costa oeste. A inspeção pós-voo do Columbia revelou que uma onda de sobrepressão ocorreu quando houve a ignição do SRB, o que resultou na perda de 16 unidades dos protetores térmicos e danos a 148 outros. Em todos os outros aspectos, entretanto, o Columbia não teve nenhum grande problema.
O Columbia retornou ao Centro Espacial John D. Kennedy em 28 de abril, no topo de um Boeing 747 modificado, que é usado como veículo transportador dos ônibus espaciais.

## Insígnia da missão
O trabalho artístico da insígnia oficial da missão foi feito pelo artista Robert McCall.

## Aniversário
A Noite de Yuri é uma celebração internacional que ocorre em 12 de abril de todos os anos, para comemorar o primeiro homem no espaço (Yuri Gagarin) e o primeiro lançamento de um ônibus espacial.

## Galeria

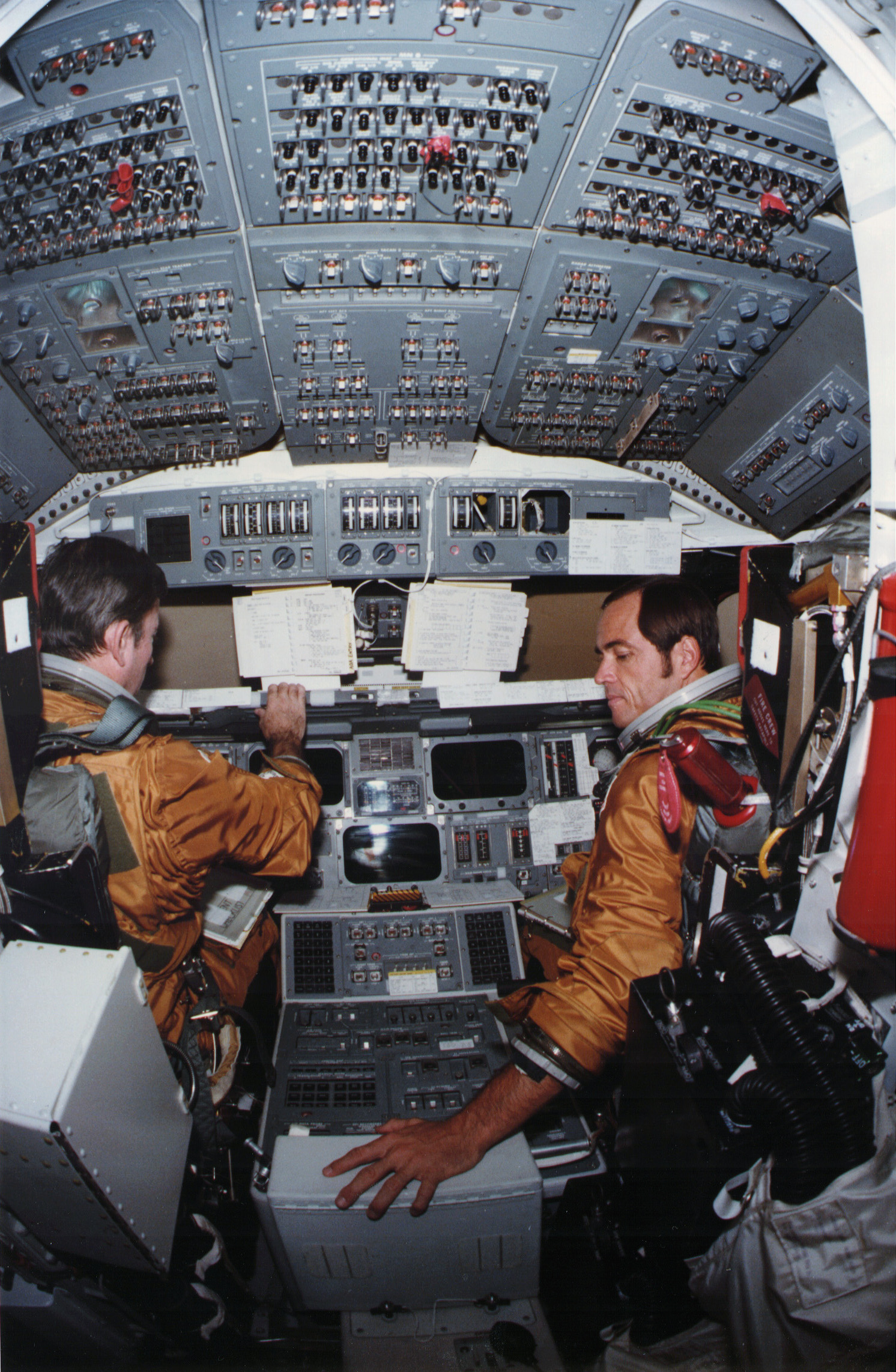
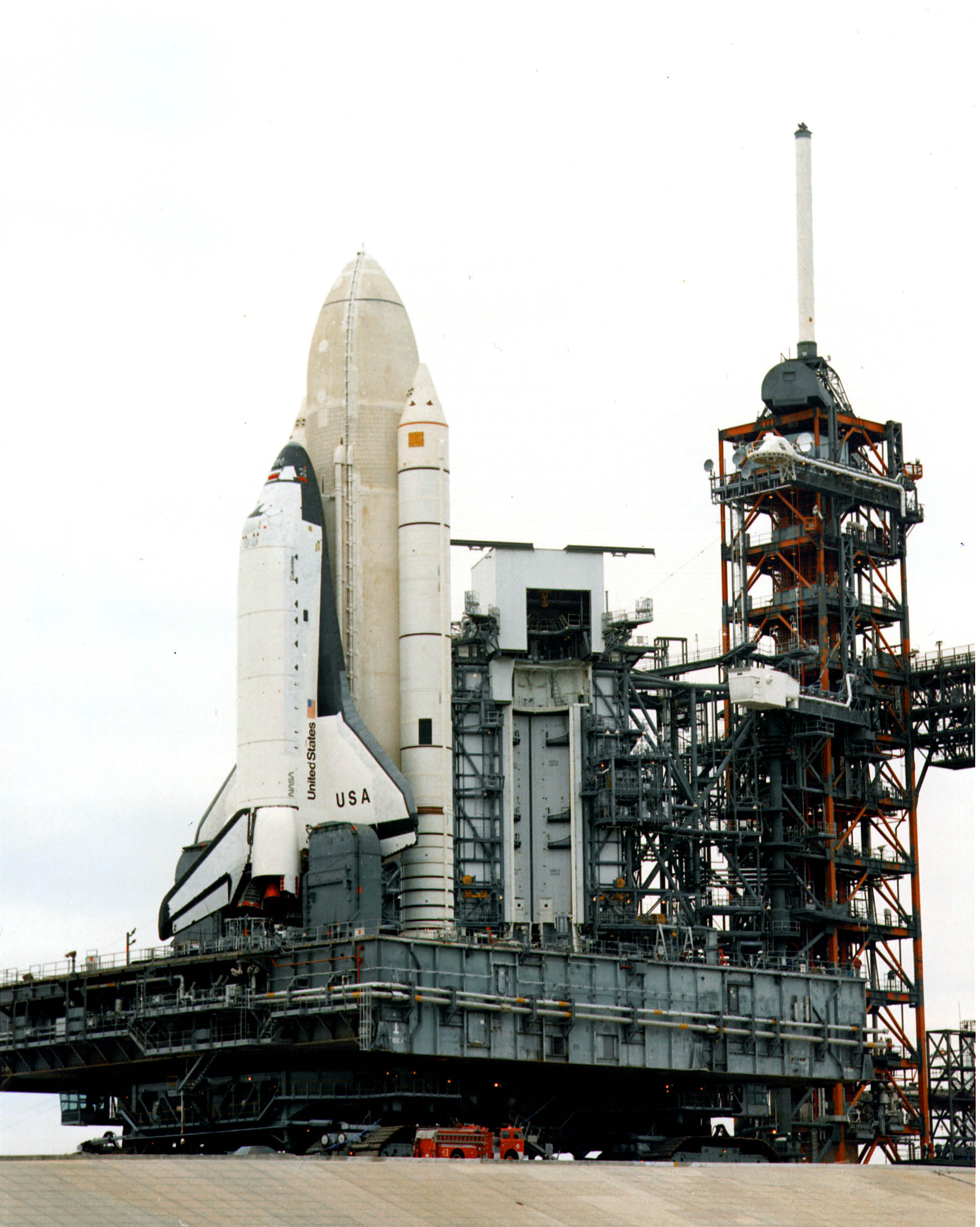
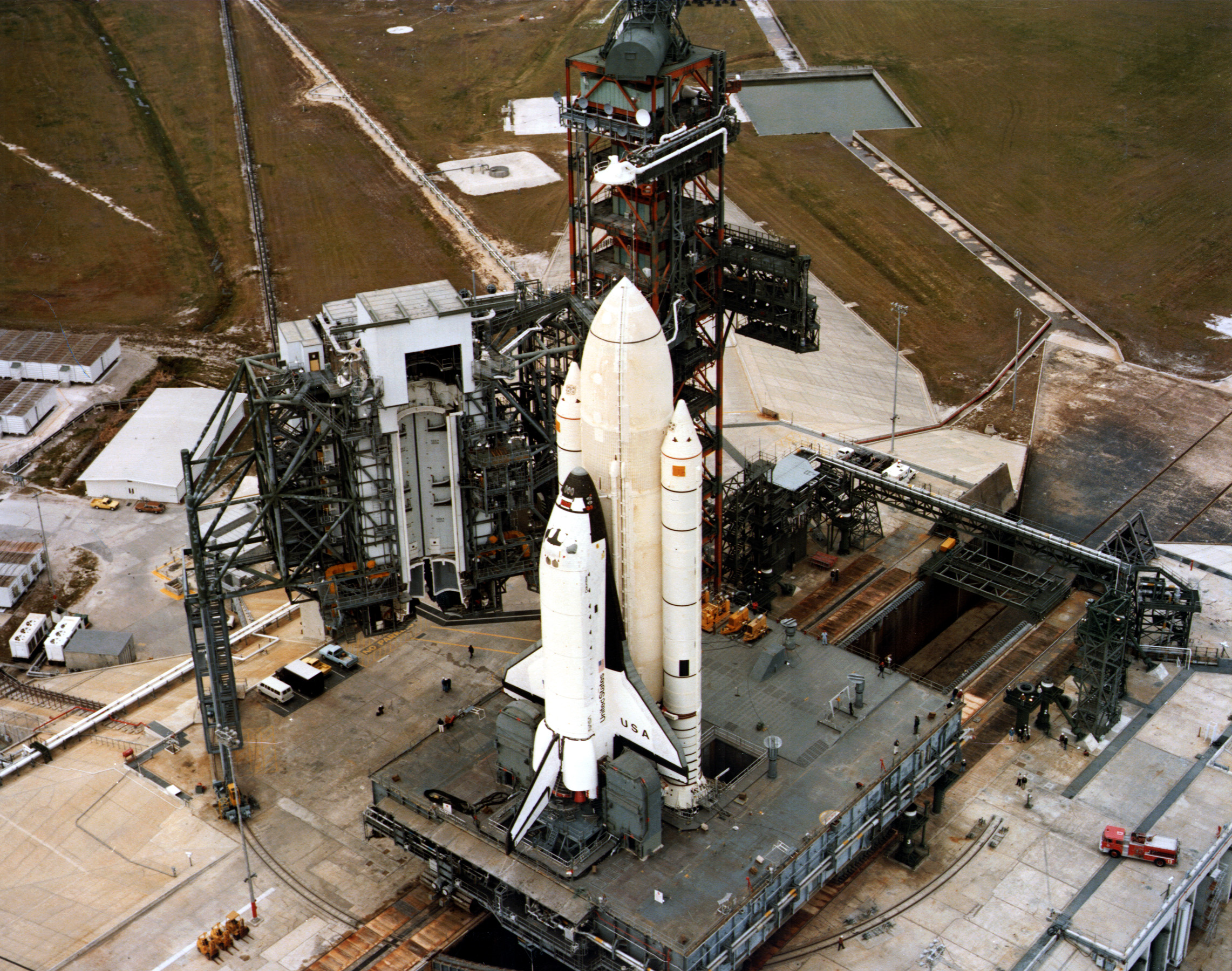
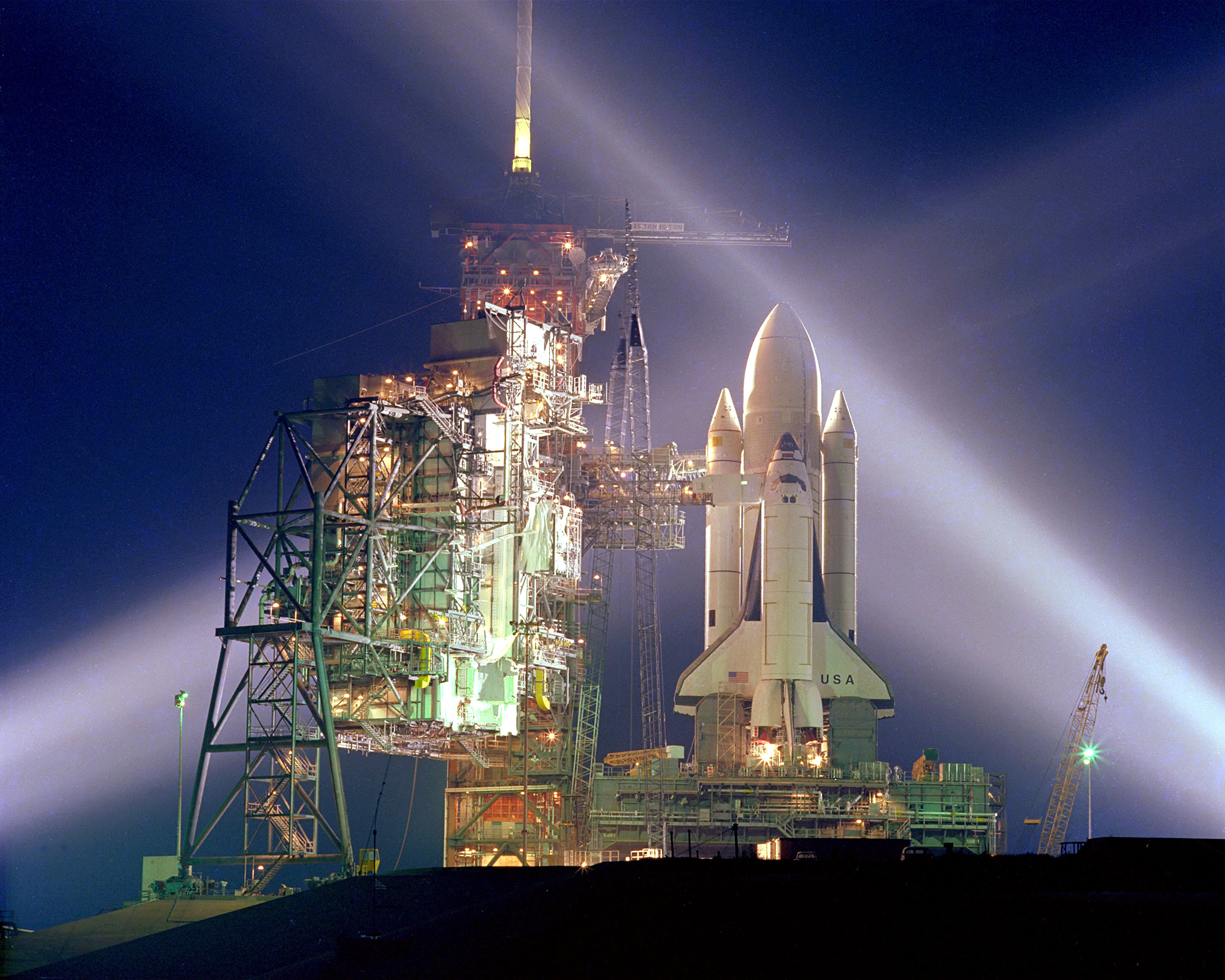
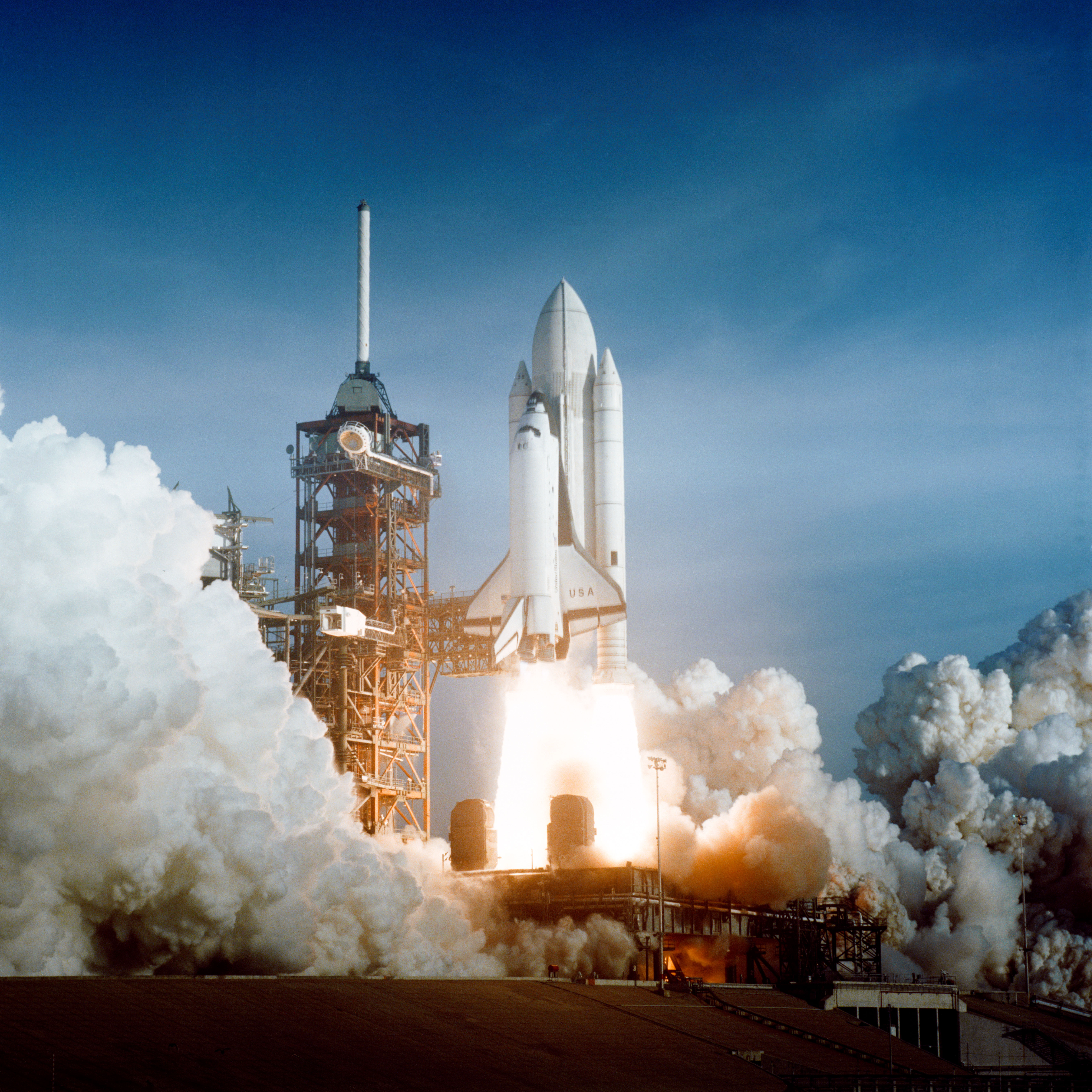
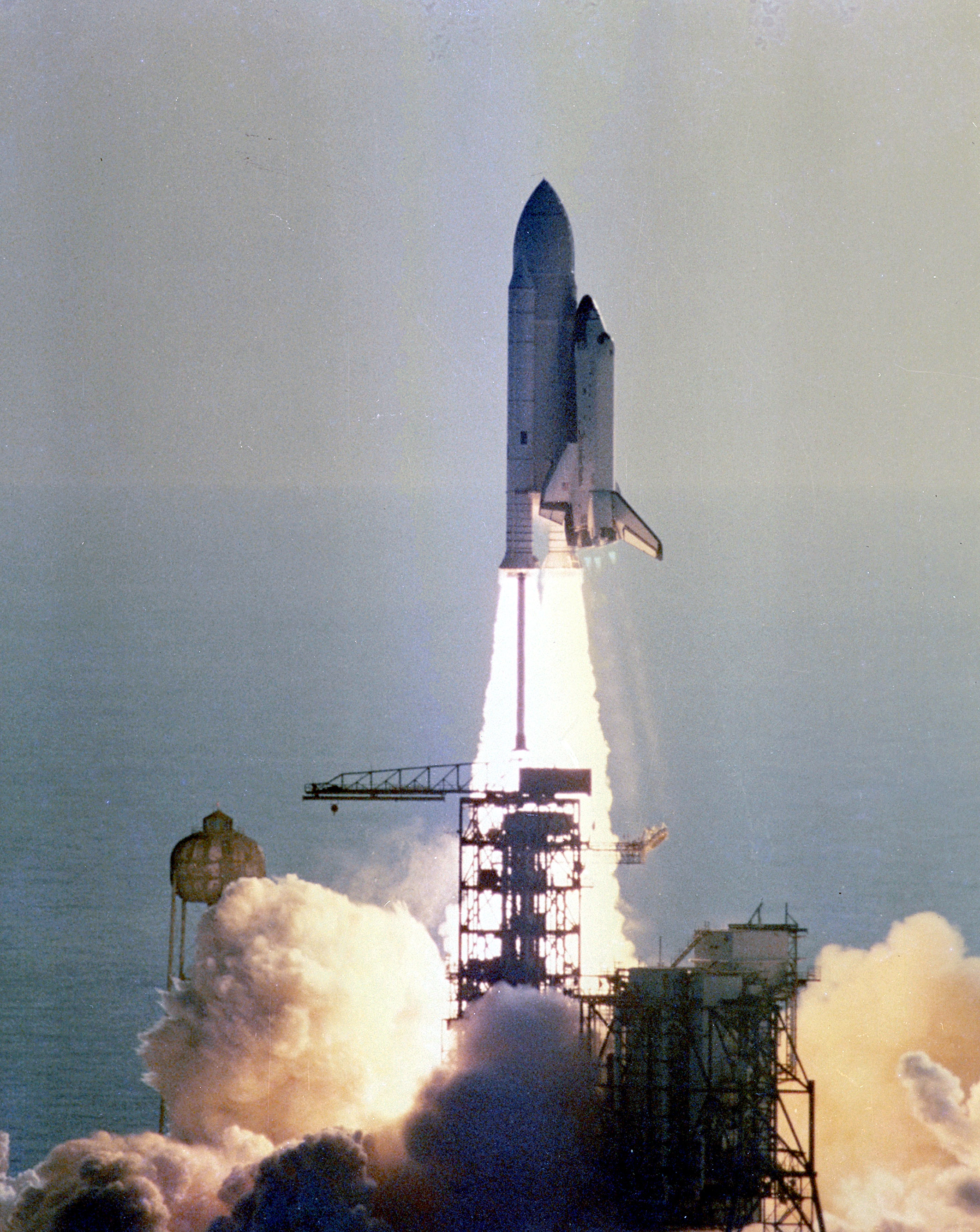
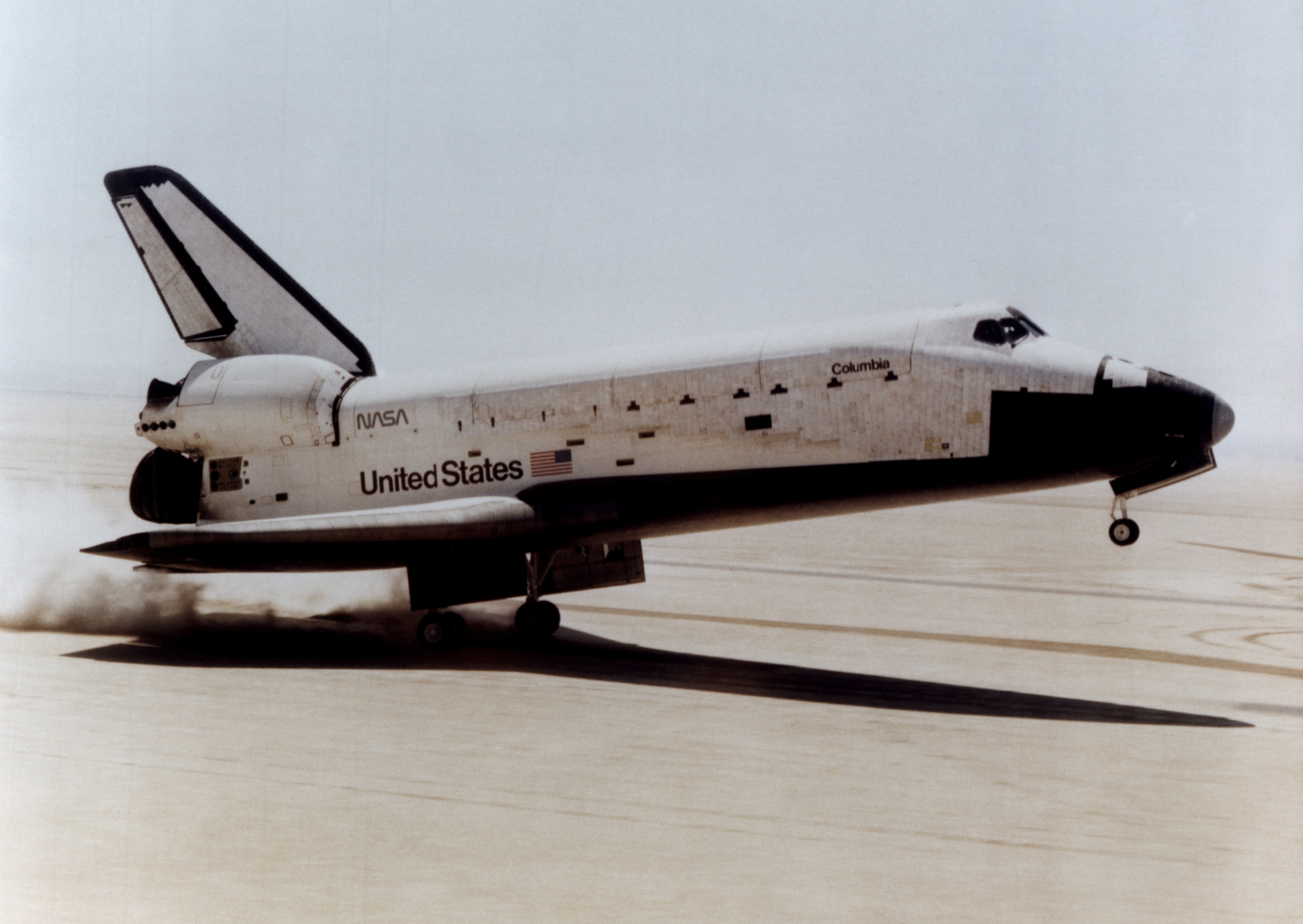
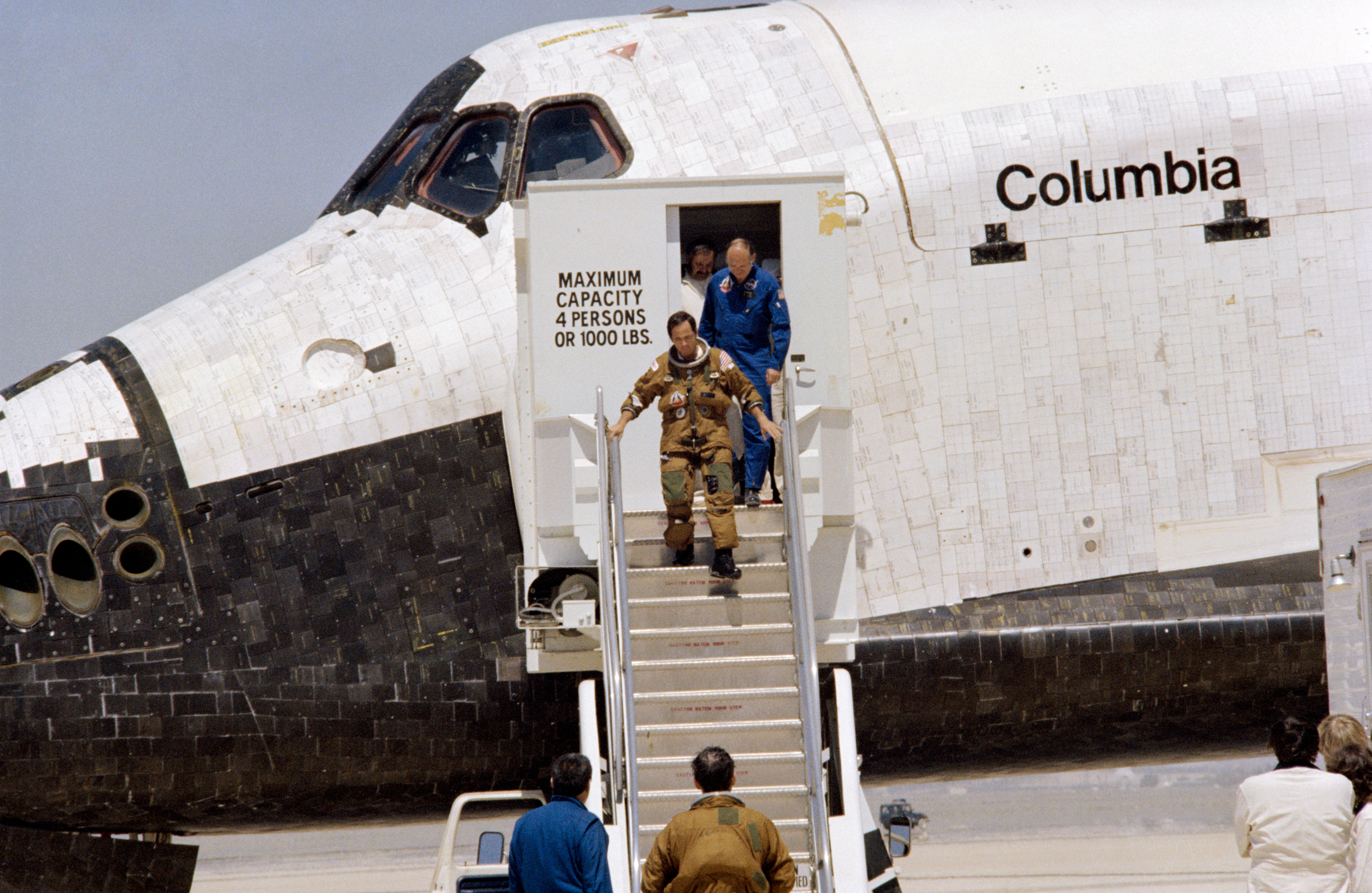